# Kraljevina Srbija (1882–1918)
Kraljevina Srbija (srbsko Краљевина Србија) je bila nekdanja kneževina na področju današnje Srbije, ki je bila ustanovljena leta 1882, ko je bil takratni knez Srbije, Milan Obrenović, povzdignjen v kralja s privoljenjem Habsburžanov.
Dinastija Obrenovići je bila na prestolu do leta 1903, ko je druga dinastija, Karađorđevići, prevzela naziv kraljeve družine.
Kraljevina Srbija je prenehala obstajati 1. decembra 1918, ko se je združila z Državo Slovencev, Hrvatov in Srbov, tako je nastala Kraljevina Srbov, Hrvatov in Slovencev, ki so jo vodili Karađorđevići.

### Spopadi, v katerih je sodelovala vojska Kraljevine Srbije
- srbsko-bolgarska vojna 1885
- Prva balkanska vojna 1912
- Druga balkanska vojna 1913
- Balkansko bojišče v prvi svetovni vojni 1914-1916
- Solunska fronta 1916-1918

Samo v prvi svetovni vojni je Srbija izgubila 28 % vsega svojega prebivalstva (1.264.000 ljudi).

## Širitev srbskega ozemlja
- Kneževina Srbija 1882
- Kraljevina Srbija 1914